# Heinz Fuchs (Maler)
Heinz Fuchs (* 9. April 1886 in Berlin-Charlottenburg; † 5. März 1961 in Berlin-Wilmersdorf) war ein deutscher Kunstmaler und Grafiker im expressionistischen Stil.
Direkt nach dem Ersten Weltkrieg schloss sich Heinz Fuchs der Novembergruppe an, die er erst 1931 verließ. Während des staatlich beeinflussten Kunstgeschehens im Nationalsozialismus fand er in Berlin in der Reimann-Schule, die in dieser Zeit in Kunst und Werk – Privatschule für Gestaltung umbenannt worden war, ein Betätigungsfeld als Kunstlehrer. Nach dem Zweiten Weltkrieg nahm er 1947 eine Professur an der Hochschule für Bildende Künste in Berlin-Charlottenburg in der Abteilung Kunstpädagogik an.
Heinz Fuchs hat sich vorwiegend dem Landschaftsbild gewidmet. Seine Werke waren für ihn keine Abbildungen eines Naturausschnitts, sondern Ergebnis eines vorsätzlichen Schaffens. Das im Freien Skizzierte wurde von ihm im Atelier nach eigenen Empfindungen neu komponiert. Die frühen Werke erinnern an Cézanne, später verwendete er zusätzlich surrealistische Elemente. Auf seiner Palette findet man nur wenige Farben, aus denen er seine Stimmungen mischte. Ihn reizte die Darstellung der Weite und die des Winters mit seinem Schnee, den man nicht nur rein weiß malen kann.

## Leben

### Ausbildung, Kriegszeit und Nachkriegszeit
1905 begann Heinz Fuchs seine künstlerische Ausbildung an der Königlichen Kunstschule in Berlin. Weil man ihn dort für nicht sonderlich talentiert hielt, setzte er sein Studium an der Berliner Akademie der Künste fort, die aber zum gleichen Urteil kam. Er ließ sich nicht entmutigen und besuchte ab 1908 die private Malschule von Lovis Corinth. Dort fand er Anerkennung. 1910 wechselte er an die Grossherzoglich-Sächsische Hochschule für Bildende Kunst in Weimar. Als Meisterschüler von Fritz Mackensen leitete er für einige Zeit eine Malklasse. Bevor er 1913 in seine Heimatstadt Berlin zurückkehrte, unternahm er Studienreisen durch Europa. Von prägendem Einfluss auf seine späteren Werke waren Aufenthalte in Südfrankreich, Norditalien und an der Westküste der Balkanhalbinsel.
Bevor er 1915 zum Militärdienst einberufen wurde, konnte er noch auf der Mai-Ausstellung für Malerei und Graphik in Berlin im Saal einer Steglitzer Künstlergruppe zusammen mit Bernhard Hasler, Hans Freese und den Brüdern Otto und Rudolf Möller einige seiner ersten Werke zeigen.
Nach Kriegsende folgte Heinz Fuchs – und mit ihm Willy Jaeckel, Cesar Klein, Max Pechstein und Heinrich Richter – dem Aufruf des Werbedienstes der deutschen Republik, Plakate mit politisch-sozialer Aussage zu erstellen. Ihr mahnender Inhalt sollte die von der Front zurückkehrenden Soldaten zur Besonnenheit anhalten.
Zur Jahreswende 1918/19 schloss sich Heinz Fuchs der Novembergruppe an und war bis 1922 im Arbeitsausschuss tätig. 1919 bis 1927 beteiligte er sich jedes Jahr und 1931 zum letzten Mal an den Ausstellungen der Novembergruppe auf der Großen Berliner Kunstausstellung.

### Neuorientierung
Seit 1927 gehörte Fuchs als 1. Schriftführer mit zum Vorstand des Reichsverbands bildender Künstler Deutschlands (RVbK), Gau Berlin – ein Verband, der sich um wirtschaftliche Belange der Künstler kümmerte. Um die monetäre Notlage der Künstler zu mildern, hatte man in den USA mit einem Kunstverleih gute Erfahrungen gesammelt. Dieses System versuchte Heinz Fuchs zusammen mit seinen Künstlerkollegen Arthur Segal, Otto Kruepper und Rudolf Bosselt auch hier in Deutschland zu etablieren.
Nach der Machtergreifung der Nationalsozialisten wurde der RVbK zwangsweise aufgelöst und Künstler, die dem Kreis der Novembergruppe angehört hatten, waren Anfeindungen und Repressalien ausgesetzt. Zudem wurde das Berliner Ausstellungsgeschehen ab Mitte der 20er Jahre in zunehmendem Maß von dem traditionell konservativ ausgerichteten Verein Berliner Künstler (VBK) dominiert. Nach mehreren fehlgeschlagenen Versuchen gelang Fuchs 1936 die Aufnahme in den VBK.
Sein Vorhaben, zusammen mit Ernst Fritsch nun auch noch die Maler Georg Muche und Moriz Melzer, die wie er ehemalige Mitglieder der Novembergruppe waren, in den VBK aufnehmen zu lassen, führte zu einem Eklat. Sie wurden in herabsetzender Weise als „November-Verbrecher“ bezeichnet. Daraufhin erklärten 30 Mitglieder ihren Austritt unter ihnen auch Heinz Fuchs und einige seiner Künstlerkollegen, wie Ernst Fritsch, Artur Degner, Willy Jaeckel, Richard Scheibe und Heinrich Graf Luckner.
In der Zeit des Nationalsozialismus war Fuchs Mitglied der Reichskammer der bildenden Künste. Für diese Zeit ist seine Teilnahme an 22 großen Ausstellungen sicher belegt, darunter 1936 in Hamburg „Malerei und Plastik in Deutschland“. Diese Ausstellung wurde nach 10 Tagen auf Anordnung der Reichskammer mit der Begründung geschlossen, es würde Kunst der „Verfallszeit“ gezeigt. Viele der Künstler erhielten danach zudem Ausstellungs- und Malverbot. Heinz Fuchs war davon nicht betroffen, da sich seine Malweise von einer kubisch-expressiven zu größerer Realistik verändert hatte. Dennoch wurde ihm in der nationalsozialistisch orientierten Kunstpolitik seine ehemalige Mitgliedschaft in der „linken Novembergruppe“ immer wieder vorgeworfen.
Fuchs hatte eine Anstellung als Kunstlehrer an der Reimann-Schule, die in dieser Zeit in Kunst und Werk – Privatschule für Gestaltung umbenannt worden war.

### Die Zeit als Kunstlehrer
Es ist nicht sicher festzustellen, ob Heinz Fuchs nach der Machtergreifung der Nationalsozialisten als Lehrer noch in der von Albert Reimann geleiteten Reimann-Schule angestellt wurde oder erst bei Hugo Häring, nachdem sie in Kunst und Werk – Privatschule für Gestaltung umbenannt worden war.
1943 musste Heinz Fuchs ein zweites Mal Soldat werden. Über Berlin abgeworfene Bomben zerstörten 1944 sein Atelier, in dem er sämtliche Werke gelagert hatte. Krank und mittellos kam er aus der Gefangenschaft zurück. Nach Kriegsende versuchten die vier Besatzungsmächte Berlins den Kunstbetrieb in den vier Sektoren der Stadt möglichst schnell wieder zu beleben. Dazu gehörte auch die Berufung von „Altmeistern der Moderne“ an die Hochschule für bildende Künste. 1947 nahm Heinz Fuchs als Sechzigjähriger die Professur in der Abteilung Kunstpädagogik an. Am 31. März 1955 wurde er emeritiert.

## Weitere Mitgliedschaften
- Im Alter von 23 Jahren trat Heinz Fuchs dem Deutschen Künstlerbund Weimar bei, dem er bis zu seiner zwangsweisen Auflösung 1936 angehörte.[1][16]
- 1946 war er Gründungsmitglied und zweiter Vorsitzender des Schutzverbands Bildender Künstler Berlin, ein Verband der Gewerkschaft Kunst und Schrifttum im FDGB. 1948 wird er im Vorstand des Verbandes nicht mehr genannt.[17]
- 1947 war er Mitglied des neu gegründeten Künstlerbunds Berlin. ab 1950 gehörte er dem Deutschen Künstlerbund an.[18]

## Teilnahme an Ausstellungen (Auswahl)
- 1945/1946 vom Kulturbund zur Demokratischen Erneuerung Deutschlands in Berlin veranstaltete Ausstellung Bildender Künstler[19]
- Jahresausstellung des Deutschen Künstlerbundes 1950 in den Jahren: 1./1951 Berlin, 2./1952 Köln, 4./1954 Frankfurt am Main[20]

## Werke (Auswahl)

### In Museen ausgestellte oder depotgelagerte Werke
- Häuser am Berg[Anm. 1][21]
- Selbstbildnis mit Hut (Pastell)[Anm. 1][21]
- Blau-Graue Stadt[Anm. 2]
- Blick auf Dächer[Anm. 2]
- Stadt im Schnee (1926/27)[Anm. 2][21]
- Südfranzösische Landschaft[Anm. 3]

Anmerkungen
1. 1 2  Berlinische Galerie.
2. 1 2 3  Staatliche Museen zu Berlin – Preußischer Kulturbesitz, Neue Nationalgalerie.
3. ↑  Staatliche Museen zu Berlin – Preußischer Kulturbesitz, Alte Nationalgalerie.

### In Druckwerken abgebildete Kunstwerke
- Dorfstraße mit Windmühle (Tusche, 1914)[23]
- Landschaft I[24]
- Kleines Winterbild (Öl), Nr. 812 in der juryfreien Abteilung.[25]
- Landschaft mit drei Matrosen[26]
- Südliche Landschaft, Öl, 1936[27]